# Postamt Weißenfels

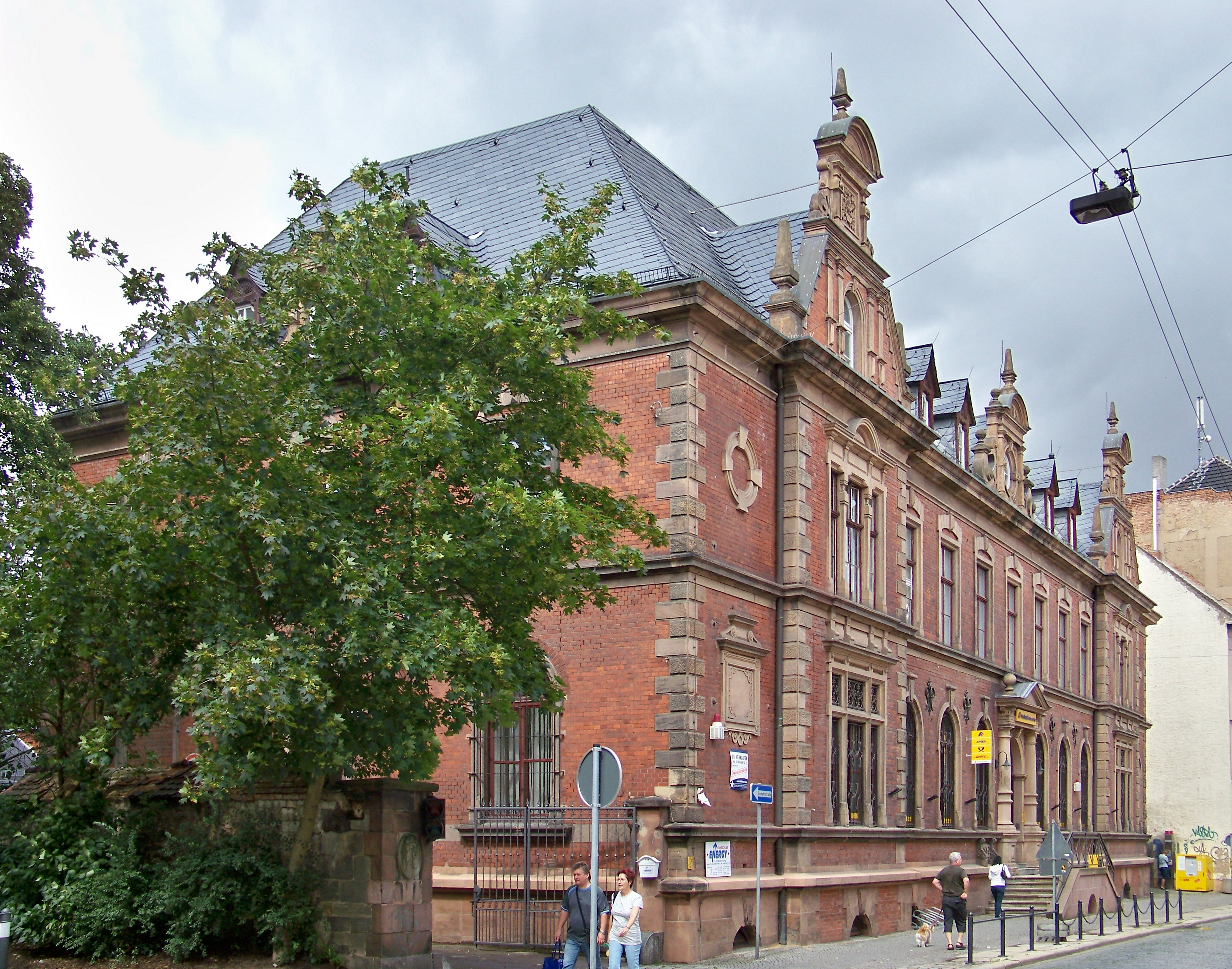
Das Postamt von Weißenfels

Das Postamt von Weißenfels ist ein denkmalgeschütztes Gebäude in der Stadt Weißenfels in Sachsen-Anhalt. Im örtlichen Denkmalverzeichnis ist das Gebäude unter der Erfassungsnummer 094 15457 als Baudenkmal verzeichnet.
Bei dem Gebäude unter der Adresse Saalstraße 16 in Weißenfels handelt es sich um das am 10. Dezember 1886 eröffnete kaiserliche Postamt von Weißenfels. Zu Beginn des Postwesens im organisierten großen Stil verfügte Weißenfels über viele kleine Briefversendestellen im Stadtgebiet. Es fehlte jedoch eine zentrale Poststelle für die immer weiter wachsende Stadt. So wurde entschieden in der Saalstraße ein Postamt zu errichten. Der allgemeine Grundriss-Entwurf wurde in der Bauabteilung der Reichs-Post unter August Kind (1824–1904) ausgeführt. Das Gebäude wurde im Neorenaissance-Stil erbaut. Das Gebäude wird heute immer noch von der Deutschen Post AG genutzt sowie von einer Fahrschule. Weitere Räume wurden als Büroräume umgebaut und vermietet.